# 황갈색올빼미
황갈색올빼미(학명: Strix aluco 스트릭스 알루코[*])는 올빼미과의 야행성 맹금류이다. 몸집은 중간 크기에 다부지다. 유라시아의 소림지에서 흔하게 발견된다. 베면에는 밝고 어두운 무늬가 있으며, 등면은 대개 갈색 또는 회색이다. 11개 아종 중 대부분이 갈색과 회색 변종을 모두 가지고 있다. 거주지는 보통 나무의 구멍 속을 둥지로 삼아 알과 새끼를 보호한다. 황갈색올빼미는 텃새이며 텃세가 매우 강하다. 어린 개체는 부모가 죽고 나서 자기 텃세권을 마련하지 못하면 굶주리기도 한다.
먹이는 주로 한입에 꿀꺽 삼킨다. 시각과 청각은 조용한 비행과 야간 사냥에 특화되어 있다. 도시 지역에 살게 된 황갈색올빼미는 조류의 섭식 비중이 높아지지만 본래 먹이는 주로 쥐, 개구리, 하늘다람쥐, 두더지, 물고기 등이 있다.
황갈색올빼미는 밤에 사냥을 하니까 시력이 매우 좋은 것으로 생각할 수도 있지만 사람과 비교했을 때 큰 차이는 나지 않는다. 대신 밤에 사물을 보기 좋도록 망막의 빛수용체 세포들이 모두 막대세포들로 이루어져있다. 색을 구분하는 원뿔세포와 달리 막대세포는 보다 낮은 밝기의 빛을 감지하지만 색을 구분하지는 못한다. 그러니 황갈색올빼미는 어둠 속에서 사물을 잘 볼 수는 있지만 그것이 어떤 색인지는 모른다. 또한 동공 크기를 매우 작게 해서 밝은 낮에도 충분히 앞을 잘 본다. 다만 눈이 정면으로만 고정되어 있어서 거리 감각이 떨어지는데, 이를 만회하기 위해서 고개를 끄덕이면서 사물의 거리를 측정하고 고개를 180도 이상 회전시키면서 주위를 살핀다. 이런 모습을 귀엽게 여기는 사람들도 있지만 딱히 사람에게 애교를 부리는 건 아니다.
야행성에 으스스한 생김새로 인하여 불운과 죽음의 상징이라는 미신의 대상이 되기도 했다.

## 신체

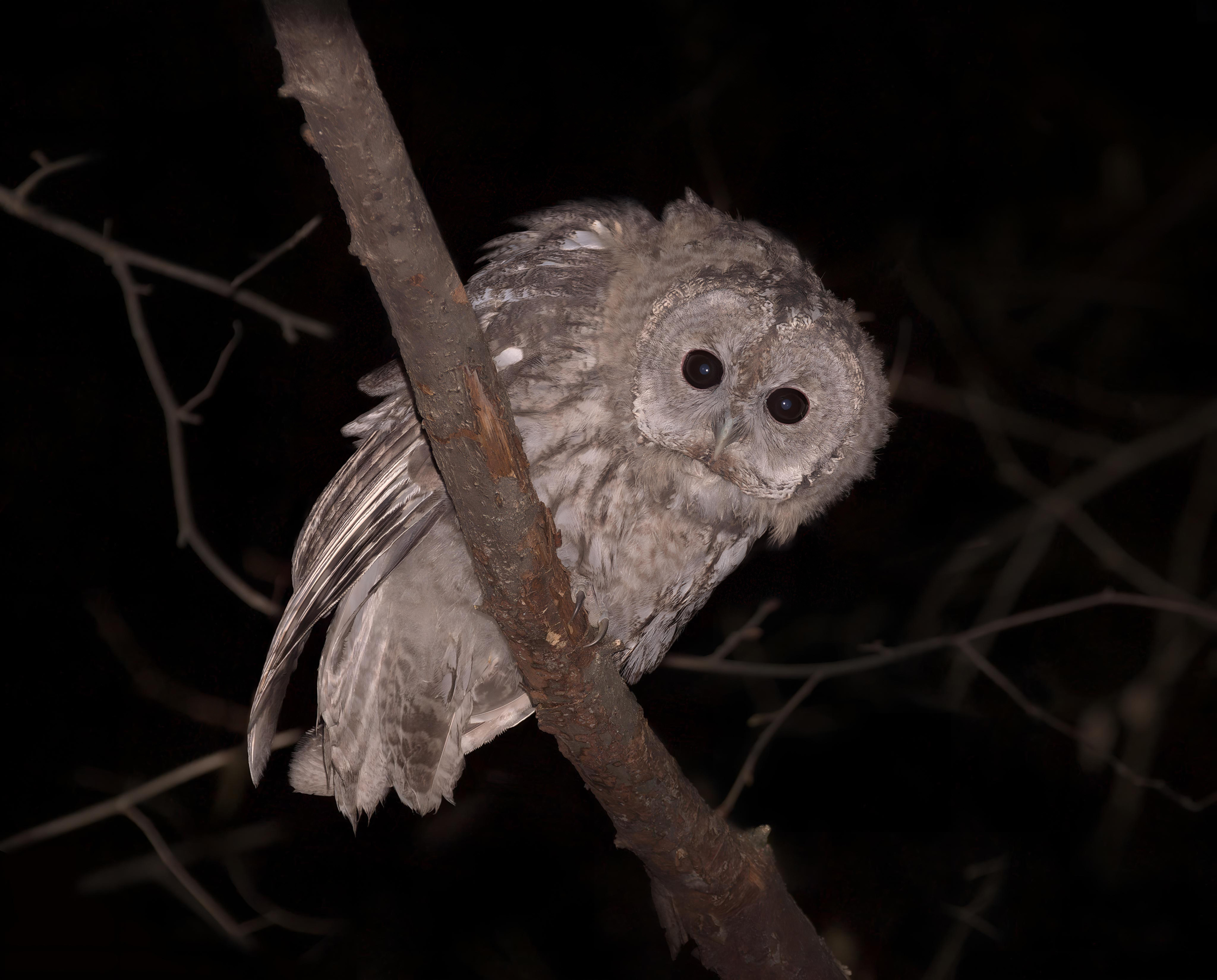
Strix aluco, juv

황갈색올빼미는 다부진 새로, 신장은 37–46 센티미터, 날개폭은 81–105 센티미터, 체중은 385–800 그램이다. 머리통은 크고 동글동글하며 우각이 없다. 어두운 회색 눈을 둘러싸는 얼굴원반은 대개 민무늬이다. 기아종은 깃털 색깔에 다형성이 두 가지 있다. 한 형태는 윗부분이 적갈색이고 다른 형태는 윗부분이 회갈색이다. 다만 중간 형태도 나타난다. 두 형태 모두 아랫부분은 흰 바탕에 갈색 세로줄무늬가 덕지덕지 붙어 있다. 깃털갈이는 6월에서 12월 사이에 점차적으로 이루어진다. 황갈색올빼미는 성적 이형을 가진 종으로서 암컷이 수컷보다 훨씬 크다. 신장은 5% 더 크고 체중은 25% 더 무겁다.
황갈색올빼미는 둥근 날개로 길게 활공비행을 한다. 다른 유라시아 올빼미과와 비교했을 때 날갯짓을 적게 하고 퍼덕임은 거의 하지 않는다. 또 나는 고도가 대개 다른 올빼미들보다 높다. 황갈색올빼미의 비행은 묵직하고 느리며, 특히 이륙 순간에 그러하다. 대부분의 올빼미류가 그러하듯 황갈색올빼미의 비행도 소리없이 은밀하다. 이는 부드럽고 복실복실한 깃털 윗면과 바깥쪽 첫째날개깃의 띠 모양 가장자리 덕분이다. 황갈색올빼미와 같은 지역에 서식하는 올빼미과 종은 북방올빼미, 수리부엉이, 긴점박이올빼미가 있는데, 황갈색올빼미는 이들에 비해 덩치가 작고 앉은 자세가 구부정하며 날개가 넓은 점에서 쉽게 구분할 수 있다.
황갈색올빼미의 눈은 머리통 전면부에 붙어 있으며 주위 환경의 50-70%가 시야에 들어온다. 주행성 맹금류의 시야가 30-50%임에 비해 이는 쌍안시 능력이 더 좋은 것이라 할 수 있다. 황갈색올빼미의 망막에는 1 제곱밀리미터당 약 56,000 개의 간상세포가 들어차 있다. 과거에는 황갈색올빼미가 적외선 스펙트럼을 볼 수 있다는 주장도 있었으나 그런 설은 현재는 평가절하되고 있다. 어두운 환경에서 황갈색올빼미의 시력이 인간보다 10-100배 더 좋다는 통설이 여전히 많이 돌아다니지만 이 통설의 실험적 근거는 최소 10배 이상 부정확하다고 생각된다. 황갈색올빼미의 실제 시력은 인간보다 약간 더 좋을 뿐이며, 황갈색올빼미의 뛰어난 감각능력은 망막 자체가 민감해서가 아니고 광학적 요소에 의한 것이다. 인간과 황갈색올빼미는 모두 육상 척추동물의 한계에 근접한 시각 해상도를 보유하고 있다.

비둘기와 비교한 황갈색올빼미의 시야

황갈색올빼미는 눈의 크기가 일단 크고, 그 모양이 관 형태이며, 많은 수의 시세포가 빽빽하게 밀집해 있다. 또 색상을 구분하는 역할의 원추세포가 아예 없고 대신 빛의 명암을 구분하는 간상세포들로만 시세포가 이루어져 있다. 주행성 맹금류와 달리 황갈색올빼미는 중심와가 한 개밖에 없다. 올빼미과의 맹금류들은 낮에도 사냥하는 쇠부엉이 정도를 제외하면 대개 중심와의 발달이 부진하다.
야행성 맹금류에게 청각은 매우 중요하며, 황갈색올빼미 역시 그러하다. 황갈색올빼미의 두 귀는 모양부터 다르고, 또 비대칭적으로 위치해 있어서 특정 방향으로의 지향성 청각에 유리하다. 양쪽 귀로 들어온 소리들은 약간의 시간차를 두고 고막에 도달하며, 그 차이를 이용해 소리의 발생원을 추적한다. 두개골 가운데 수평을 기준으로 왼쪽 귓구멍은 높은 쪽에, 오른쪽 귓구멍은 낮은 쪽에 위치가 기울어 있는데 오른쪽 귓구멍이 왼쪽 귓구멍보다 크기에 아래쪽에서 들려오는 소리를 더 민감하게 들을 수 있다. 양쪽 귓구멍 모두 쟁반 모양의 얼굴 깃털들 아래에 숨겨져 있다. 얼굴의 깃털들은 소리 전달 능력이 뛰어나며, 움직일 수 있는 귓바퀴가 이를 뒷받침한다.

황갈색올빼미의 망막에는 중심와가 하나 뿐이다.

귀의 내부 구조를 보자면, 청각 뉴런의 개수 자체가 많고, 먼 거리에서 들리는 저주파 소리, 예컨대 먹잇감이 초목 사이에서 바스락거리는 소리도 감지할 수 있다. 황갈색올빼미의 청각은 인간보다 열 배 뛰어나며, 컴컴한 한밤중 숲 속의 암흑 한가운데서도 이 청각 하나로만 능히 사냥을 해낼 수 있다. 하지만 후두둑거리는 빗소리는 희미한 소리를 잡아내는 것을 방해하며, 우천이 계속되면 사냥을 제대로 못한 황갈색올빼미가 굶어 죽을 수도 있다.
암컷 황갈색올빼미는 대개 날카롭게 "뀨익(kew-wick)"거리는 소리로 울지만 수컷은 낮은 떨림소리로 "후우 후 후 후우우우(hoo.. ho, ho, hoo-hoo-hoo-hoo)"하고 운다. 윌리엄 셰익스피어의 희극 《사랑의 헛수고》 5막 2장에서 올빼미가 "부엉 부엉"(tu-whit, tu-whoo) 울었다고 묘사한 것과 같은 황갈색올빼미 소리에 관한 고정관념이 있지만 사실 이 소리는 황갈색올빼미 한 마리가 혼자 내는 소리가 아니고, 암컷이 먼저 "뀨익"하고 울면 수컷이 "후우 우우" 하는 소리로 대답하는 이중창이다. 사람이 양 손을 포개 모으고 엄지 사이를 약간 벌린 채 바람을 불어넣으면 황갈색올빼미 소리를 쉽게 흉내낼 수 있다. 케임브리지셔에서 이루어진 연구에서는 이렇게 황갈색올빼미 소리를 흉내냈더니 30분 안에 황갈색올빼미가 반응할 확률이 94%였다. 이런 소리에 반응하는 능력은 특히 수컷의 경우 그 건강 상태를 나타내는 지표이기도 하다. 혈중 기생충 농도가 높은 황갈색올빼미들은 불청객(사람이 흉내낸 황갈색올빼미 소리)에게 반응할 때 보다 높고 좁은 대역의 주파수를 사용하는 경향이 있었다.

### 지형적 이형
유럽의 서식지 대부분에 걸쳐 깃털색의 이형이 나타나는데, 비교적 습윤한 서유럽에서는 갈색 개체들이 우세하고 동쪽으로 갈수록 회색에 가까워진다. 서식지 북단으로 가면 모든 황갈색올빼미들이 차가운 회색을 띤다. 시베리아와 중앙아시아의 아종들은 회색 깃털과 흰색 깃털이 섞여 있고, 북아프리카의 아종들은 어두운 회색과 갈색이 섞여 있다. 남아시아 및 동아시아의 개체들은 복부에 세로줄무늬가 아닌 가로줄무늬가 나타나며 얼굴 쟁반 가장자리로 두드러진 선이 있다. 시베리아와 스칸디나비아 같은 한랭지의 개체들은 유럽의 개체들에 비해 덩치가 12% 더 크고 체중이 40% 더 무거우며 날개폭이 13% 더 넓었다. 이는 북방의 변종들이 남방의 변종들보다 커지는 경향이 있다는 베르그만의 법칙과도 일치한다.
깃털의 색깔은 유전적으로 정해진다. 핀란드와 이탈리아에서는 회색 황갈색올빼미들이 번식 면에서 더 성공적이었고 면역 및 기생충 저항력이 갈색 황갈색올빼미들보다 더 나았다. 이 결과는 갈색 황갈색올빼미들이 언젠가 사라져 버릴지도 모른다는 의미를 내포하고 있지만, 황갈색올빼미가 짝을 찾을 때 특정 깃털 색을 선호하는 경향은 나타나지 않기에 역선택압은 감소한다. 또 환경적 요소도 깃털색에 영향을 미친다. 이탈리아에서의 연구에서는 조밀한 숲일수록 갈색 황갈색올빼미가 흔하게 발견되었다. 핀란드의 연구에서는 추운 기후에서는 다른 조건에 무관하게 털색이 옅은 개체가 우세하다는 글로거의 법칙이 황갈색올빼미에게도 적용됨이 시사된다.

## 분류

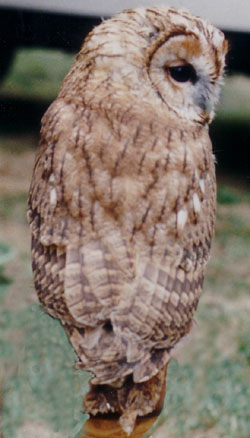
서부 아종(S. a. sylvatica)으로 보이는 개체

황갈색올빼미의 학명을 처음 기재한 것은 저 유명한 칼 폰 린네의 1758년 《자연의 체계》다. 이명법 중 속명 "스트릭스(strix)는 그리스어로 "올빼미"를 의미하며, 종명 "알루코(aluco)는 이탈리아어로 "올빼미"를 의미하는 알로코(allocco)에서 왔다.

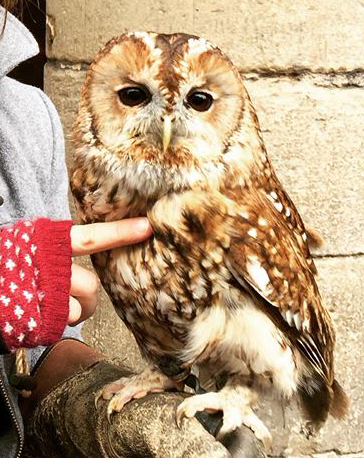
프랑스에서 발견된 개체가 사람 팔을 횃대 삼아 앉아 있다.

황갈색올빼미는 올빼미속에 속한다. 올빼미속은 올빼미과에 속하며, 가면올빼미를 제외한 모든 올빼미 및 부엉이 종이 올빼미과에 속한다. 올빼미속 안에서 황갈색올빼미와 가까운 종으로는 오만올빼미(Strix butleri, 과거 동종으로 생각되었음), 올빼미(Strix nivicolum, 때때로 동종으로 생각되었음), 긴점박이올빼미(Strix uralensis), 그리고 북미에 서식하는 빗장올빼미(Strix varia)가 있다. 플라이스토세 전기-중기의 고생물인 Strix intermedia 종은 때때로 황갈색올빼미의 고아종, 즉 황갈색올빼미의 바로 전 단계 조상으로 여겨진다.
ㅍ올빼미 아종들은 구분이 힘든 편이며, 어느 개체는 아종과 아종의 중간 단계에 있는 경우도 있다. 아종을 구분하는 특징들은 주변 온도, 서식지 환경의 색깔, 먹이의 크기 등에 영향을 받는다. 그리하여 역사적으로 여러 저자들이 황갈색올빼미를 10-15개 아종으로 분류했다. 현재 인정되는 아종은 다음 8아종이다.
| 아종                                               | 서식지                                             | 기재자 (괄호는 원래 다른 속으로 분류되었음을 의미) |
| -------------------------------------------------- | -------------------------------------------------- | -------------------------------------------------- |
| 스트릭스 알루코 알루코 S. a. aluco                 | 스칸디나비아에서 지중해, 흑해까지의 북-중유럽 일대 | Linnaeus, 1758                                     |
| 스트릭스 알루코 실바티카 S. a. sylvatica           | 그레이트브리튼섬을 포함한 서유럽                   | Shaw, 1809                                         |
| 스트릭스 알루코 비둘피 S. a. biddulphi             | 북서 파키스탄 및 카슈미르 지역                     | Scully, 1881                                       |
| 스트릭스 알루코 윌콘스키 S. a. willkonskii         | 팔레스타인에서 이란 북부 및 캅카스                 | (Menzbier, 1896)                                   |
| 스트릭스 알루코 마우리타니카 S. a. mauritanica     | 북서 아프리카(모로코, 튀니지, 모리타니)            | (Witherby, 1905)                                   |
| 스트릭스 알루코 산크티니콜라이 S. a. sanctinicolai | 서부 이란, 동북부 이라크                           | (Zarudny, 1905)                                    |
| 스트릭스 알루코 하름시 S. a. harmsi                | 투르크메니스탄                                     | (Zarudny, 1911)                                    |
| 스트릭스 알루코 시베리아에 S. a. siberiae          | 우랄에서 서시베리아에 이르는 러시아 중부 일대      | Dementiev, 1933                                    |

## 분포 및 서식지

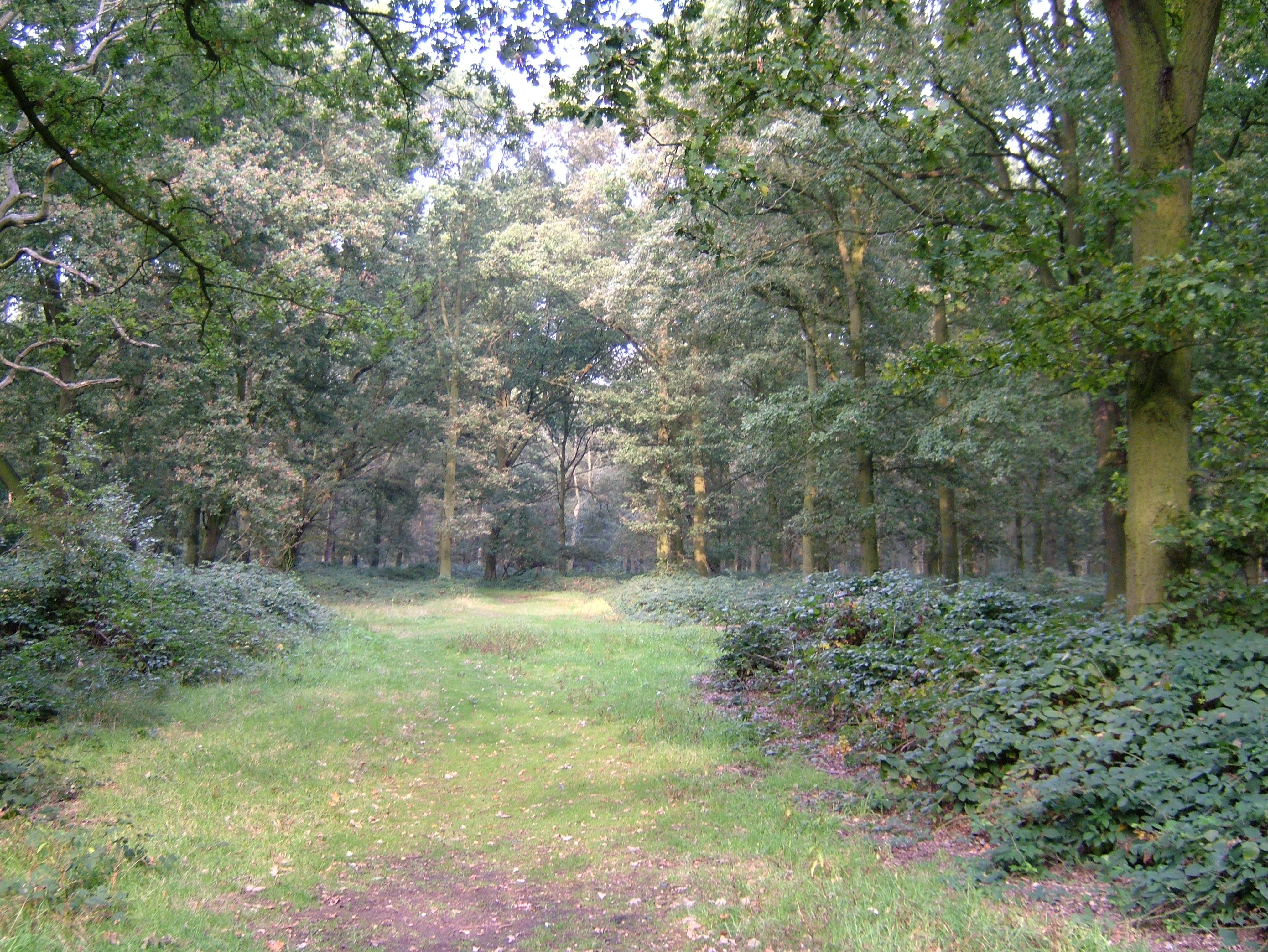
이런 사람 손때를 타지 않은 낙엽소림이 올빼미가 가장 선호하는 환경이다.

황갈색올빼미는 북서쪽으로는 그레이트브리튼 섬에서 남서쪽으로는 이베리아반도, 동쪽으로는 시베리아와 인도 너머까지 유라시아 대륙의 온대 지역에 비연속적으로 분포한다. 모리타니 아종(S. a. mauritanica)의 서식지는 북서아프리카까지 닿는다. 황갈색올빼미는 텃새이며, 아일랜드섬에는 보이지 않는다(아마 칡부엉이와의 경쟁이 원인으로 추측). 또 발레아레스 제도와 카나리아 제도에서도 눌러앉아 살지 못하고 그 서식이 일정치 않다.
황갈색올빼미는 낙엽림 또는 혼합림에서 발견되며, 때때로 구과식물 집단재배지에서 발견되기도 한다. 물에 접근하기 쉬운 장소를 선호한다. 묘지나 정원, 공원 따위 장소를 통해 런던 등의 도시 환경에도 퍼지게 되었다. 황갈색올빼미는 조금 차가운 곳에 살기는 하지만 기본적으로 저지 조류이고 황갈색올빼미의 서식지는 저지 조류의 서식지 중 차가운 축에 드는 것 뿐이다. 그러나 드물게 고지대에서 발견되기도 한다(예: 스코틀랜드에서 해발 550 미터, 알프스에서 해발 1,600 미터, 터키에서 해발 2,350 미터, 버마에서 해발 2,800 미터.)
황갈색올빼미가 서식하는 지역의 넓이는 최소 1천만 평방킬로미터(380만 평방마일) 이상이다. 유럽 한 곳만 해도 97만-200만에 이르는 많은 개체가 서식하고 있다. 개체수 증감의 현황이 정량적으로 파악되지는 않았으나 전체적으로 증가 추세에 있다는 증거가 있다. 황갈색올빼미는 IUCN 적색 목록의 기준(최근 10년 또는 3세대 동안 개체수 감소율 30% 이상)을 만족하지 않으며 때문에 관심 불필요(LC)종으로 지정되었다. 황갈색올빼미가 사는 곳으로는 구체적으로 벨기에, 네덜란드, 노르웨이, 우크라이나 등이 있으며 대부분의 유럽 국가에서 안정적인 개체수를 확보하고 개체수 증가 추세에 있다. 개체수 감소가 발견된 곳은 핀란드, 에스토니아, 이탈리아, 알바니아가 있다.

## 생태

### 생식

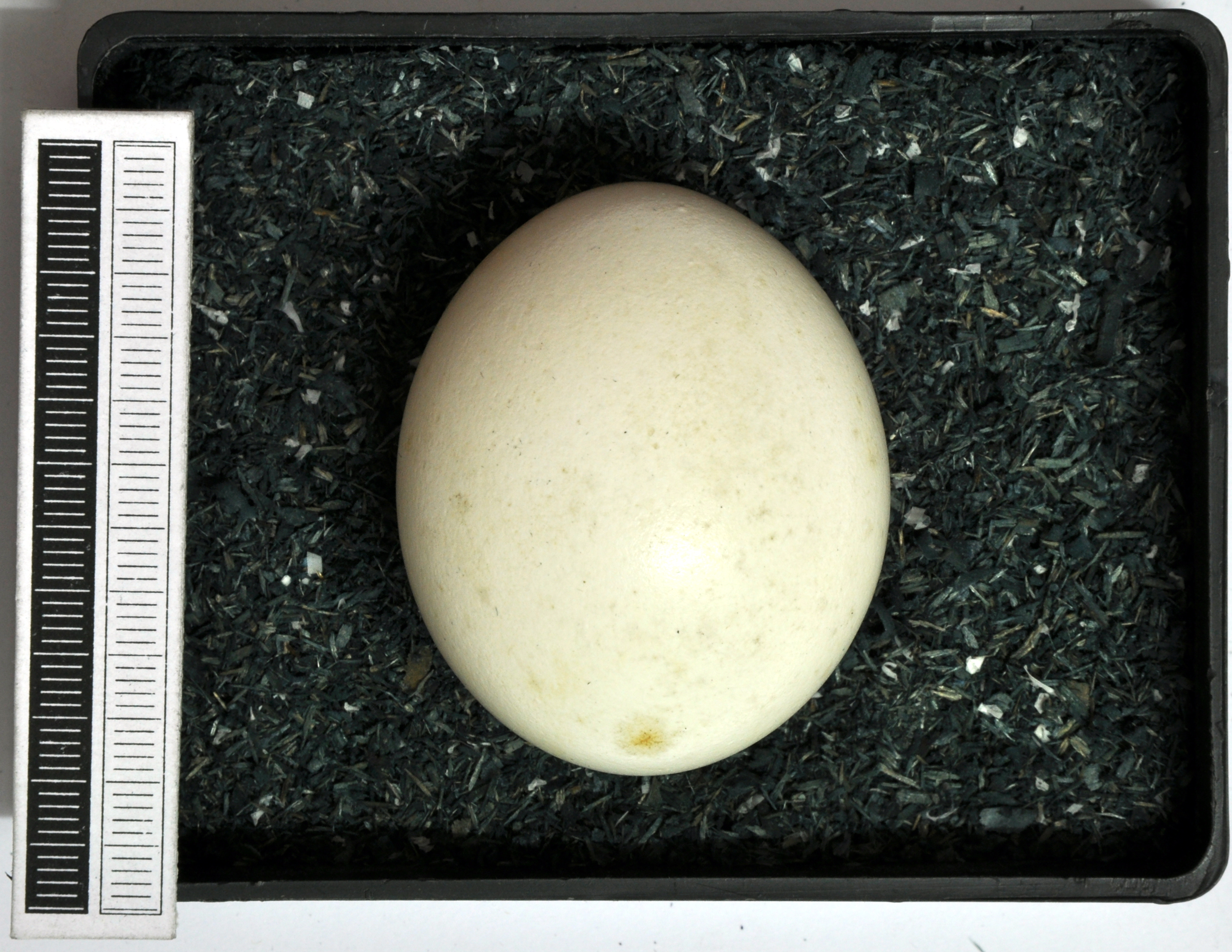
황갈색올빼미 알 (독일 비스바덴 박물관 소장)

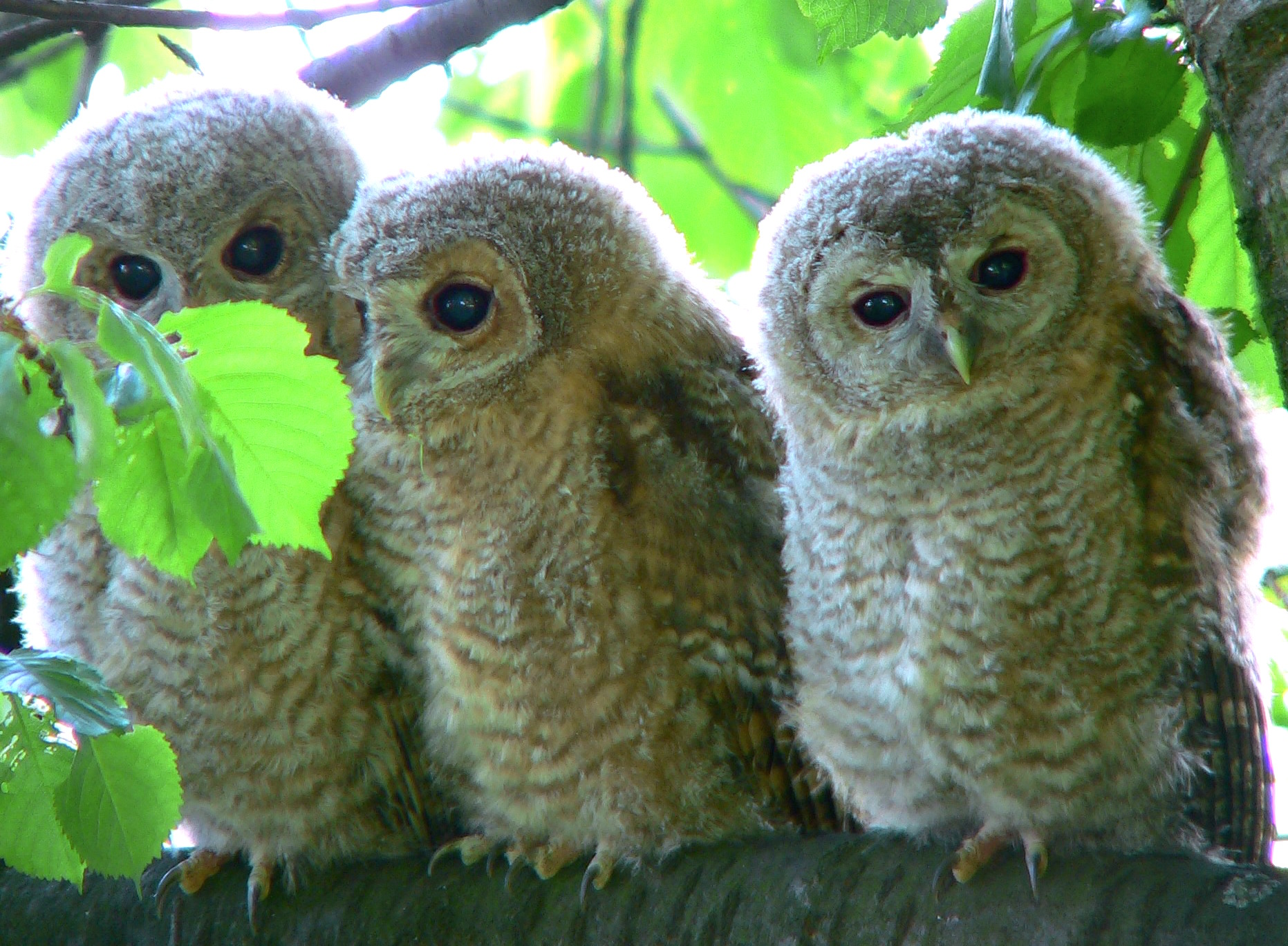
독립하기 전 둥지 밖으로 나온 황갈색올빼미 새끼

황갈색올빼미는 한 살이 되면 짝을 짓기 시작하며, 대개 한 번 짝을 지으면 평생을 단혼으로 해로한다. 황갈색올빼미 부부는 정착한 텃세권을 연중 방어하며, 텃세권 경계는 매년 거의 변하지 않는다. 낮에는 나무 몸통줄기 가까운 가지에 앉아 쉬는데, 7월에서 10월 사이에는 대개 따로 떨어져서 쉰다. 낮 동안 나뭇가지를 횃대 삼아 쉬고 있는 황갈색올빼미를 작은 새들이 발견하고 귀찮게 구는 경우도 있지만 황갈색올빼미는 보통 이런 괴롭힘을 무시한다.
황갈색올빼미는 대부분 나무줄기의 구멍 속에 둥지를 틀지만 까치가 쓰다 버린 둥지나 다람쥐 둥지, 건물의 구멍을 둥지로 사용하기도 한다. 또 사람이 설치한 새집에도 기꺼이 입주한다. 둥지를 트는 시기는 남쪽 서식지에서는 2월부터지만 스칸디나비아 같은 북부에서는 3월 중순경에 둥지를 트는 것이 드물게 관찰된 바 있다. 황갈색올빼미 알은 윤기나는 흰색이며 크기는 48 mm × 39 mm, 무게 39.0 g이다. 무게 중 껍데기가 차지하는 비율은 7%다. 알 두세 개를 암컷이 혼자 품으며 30일 정도 뒤에 부화한다. 황갈색올빼미는 만성성 조류로 새끼는 얼마간 부모의 보살핌이 필요하다. 처음에는 솜털이 보송보송하고 이후 35-39일 정도가 지나야 깃털이 난다. 황갈색올빼미 새끼는 독립하기 10일 전쯤에 둥지에서 나오며, 가까운 나뭇가지에 숨어든다.
황갈색올빼미는 둥지와 새끼를 지키는 데 있어 겁이 없으며, 올빼미속의 다른 종들이 그러하듯 날카로운 발톱으로 침입자의 머리통을 위에서부터 내려찍어 공격한다. 황갈색올빼미는 소리 없이 날기 때문에 먹이를 발견하면 쉽게 낚아챈다. 황갈색올빼미 발톱의 가장 유명한 피해자는 영국의 저명한 사진가 에릭 호스킹일 것이다. 호스킹은 1937년 황갈색올빼미 둥지를 가까이서 찍으려 하다가 격렬한 공격을 받았고 왼쪽 눈을 잃었다. 호스킹은 나중에 자서전 제목을 《새와 맞바꾼 한쪽 눈》(An Eye for a Bird)이라고 지었다.
새끼들이 둥지를 떠난 뒤에도 부모 황갈색올빼미는 2, 3개월 정도 새끼들을 돌본다. 이후 8월에서 11월 사이 새끼들은 각자 텃세권을 마련하기 위해 흩어져 독립한다. 자리잡을 만한 빈 텃세권을 찾지 못할 경우 대개 굶어 죽게 된다. 황갈색올빼미 새끼의 생존률은 밝혀진 바 없으나 성체의 연간 생존률은 76.8%다. 평균 수명은 5년이지만, 보고된 최대 수명은 야생 상태에서는 18년, 사육 상태에서는 27년이다.

### 경쟁 상대
황갈색올빼미의 경쟁 상대로는 매, 흰꼬리수리, 참매, 검독수리, 말똥가리 등의 맹금류가 있다. 한편 맹금류가 아닌 서양갈까마귀가 황갈색올빼미의 둥지를 트는 경우도 있다. 그러나 새끼들이 늦게 둥지를 떠날수록 황갈색올빼미가 일찍 번식하게 되는 중요한 선택압으로 작용하는 것 같다고 알려져 있다.

### 말라리아 감염
황갈색올빼미는 조류 말라리아에 점점 취약해지는 것으로 보이며, 지난 70년간 지구 온난화와 겹쳐 황갈색올빼미의 말라리아 감염 사례는 3배로 뛰었다. 기온이 섭씨 1도 오를 때마다 말라리아 감염률은 2-3배 증가한다. 2010년 영국의 황갈색올빼미들의 말라리아 감염률은 60%였는데, 1996년에는 2-3%에 불과했다.

### 섭식

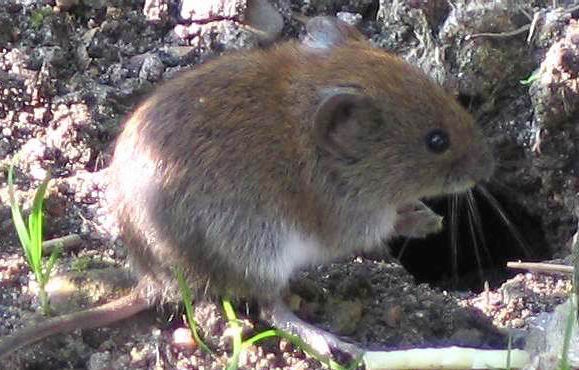
올빼미의 흔한 먹이인 방죽들쥐.

황갈색올빼미는 거의 완전히 밤에만 사냥한다. 높은 곳에 홰를 삼아 앉아 있다가 사냥감의 바로 위로 소리없이 낙하하거나 활강한다. 다만 먹여살릴 새끼가 딸린 경우에는 가끔 낮에도 사냥을 할 때가 있다. 먹이로 삼는 동물의 종류는 다양한데, 대개 소림지의 설치류가 대부분이지만 두더지도 먹는다. 포유류 먹이 중에는 토끼 새끼 정도가 가장 크다. 그 외에도 날다람쥐, 하늘다람쥐, 개구리 따위도 먹는다. 도시 지역에서는 새가 먹이에서 차지하는 비중이 더 커지며, 청둥오리나 세가락갈매기 같은 다소 생뚱맞은 종들도 황갈색올빼미에게 죽임을 당하거나 잡아먹힌 바 있다.
대개 먹이는 한입에 꿀꺽 삼키며, 소화 불가능한 부위들은 나중에 펠렛으로 토해낸다. 황갈색올빼미의 펠렛은 중간 정도 크기에 회색이고 대개 설치류의 털뭉치에 뼈들이 삐죽삐죽 튀어나온 모습을 하고 있다. 황갈색올빼미가 둥지를 틀거나 쉼터로 쓰는 나무 아래에서 찾아볼 수 있다.
금눈쇠올빼미나 칡부엉이는 같은 올빼미과 맹금류이기 때문에 대개 황갈색올빼미와 공존하기도 한다. 아일랜드섬에는 황갈색올빼미가 없기 때문에 칡부엉이가 우세한 올빼미과 맹금류가 되었다. 비슷하게, 황갈색올빼미가 숲에서 인간의 활동영역으로 이사를 갈 경우, 인간의 건물을 둥지 터로 애용하는 가면올빼미들이 쫓겨나는 경우가 종종 있다고 한다.

## 문화

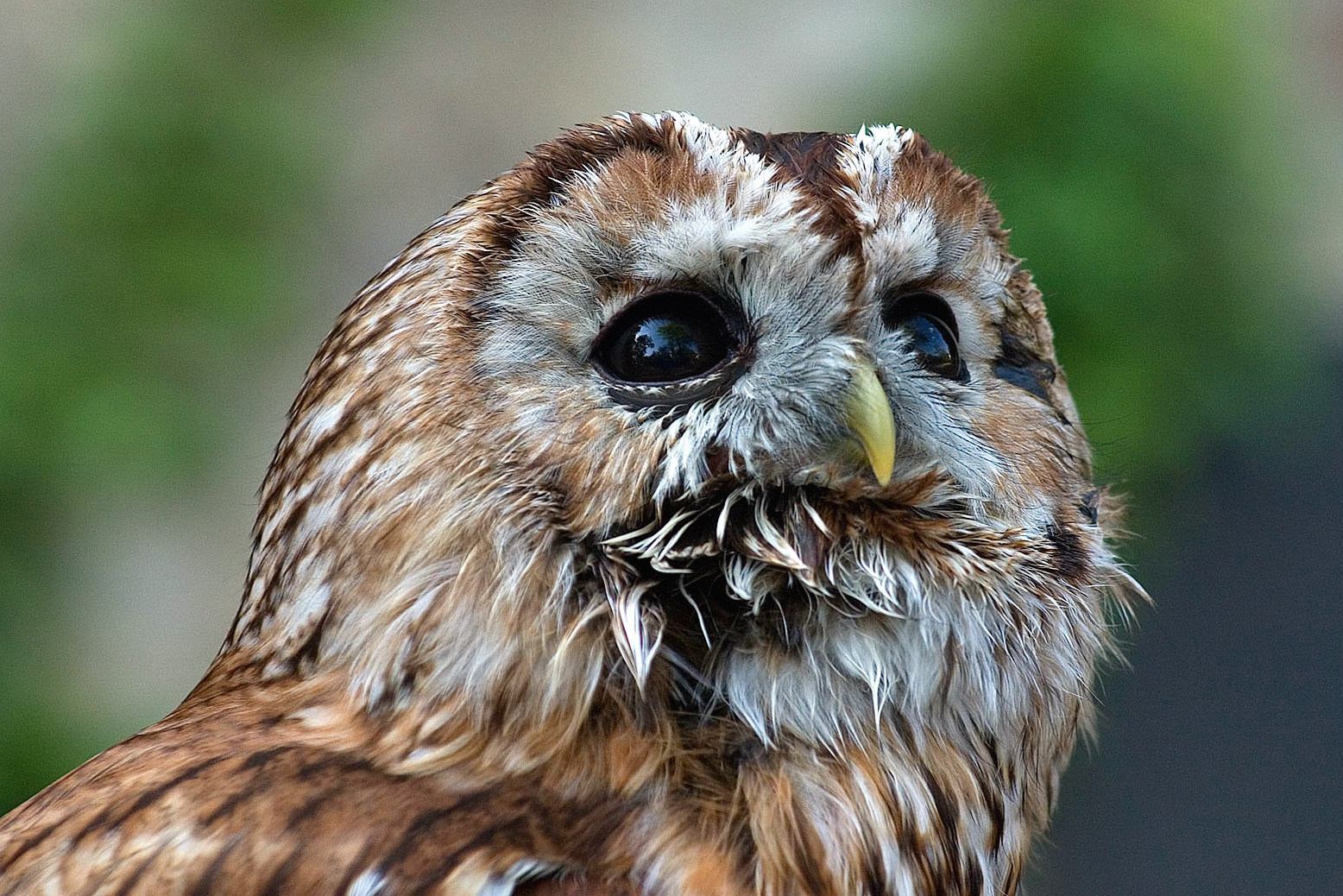
회색 개체. 승명아종으로 추측됨.

황갈색올빼미는 올빼미과의 다른 친척들과 마찬가지로 불운의 징조로 여겨져 왔다. 윌리엄 셰익스피어는 《줄리어스 시저의 비극》 1막 3장에서 “그리고 어제는 밤의 새가 날아와 / 정오 한낮에도 시장터에 앉아 있으며 / 후우 후우 새된 소리를 질렀다”라며 황갈색올빼미를 상징으로 사용했다. 한편 존 러스킨은 “똑똑한 사람들이 뭐라고 하든 간에, 내겐 언제나 황갈색올빼미 울음소리가 말썽의 전조였다”고 했다.